# Silo (król)
Silo – król Asturii od 774 do 783 roku. Silo nie był spokrewniony z rodzinami Peláyez i Pérez, z których wywodzili się wszyscy poprzedni władcy. Był jednakże mężem Adosindy, córki Alfonsa I. Z tego powodu niektórzy historycy przypuszczają dziedziczenie tytułu ze strony matki, lub przynajmniej na zasadzie iure uxoris.
Silo przeniósł stolicę królestwa z Cangas de Onís do wioski Pravia, która położono była bliżej centrum królestwa.